# Виница при Шмарјети
Виница при Шмарјети (словен. Vinica pri Šmarjeti) је насељено место у општини Шмарјешке Топлице, регија Југоисточна Словенија, Словенија.

## Историја
До територијалне реорганизације у Словенији била је у саставу старе општине Ново Место.

## Становништво
У попису становништва из 2011. године, Виница при Шмарјети је имала 94 становника.
| Број становника према пописима | Број становника према пописима | Број становника према пописима |
| ------------------------------ | ------------------------------ | ------------------------------ |
| 1991                           | 2002                           | 2011                           |
| 98                             | 97                             | 94                             |

Напомена: До 1955. исказивано под именом Виница.